# Franz Muxeneder
Franz Muxeneder (né le 19 octobre 1920 à Salzbourg, mort le 3 janvier 1988 à Munich) est un acteur autrichien.

## Biographie
Il intègre le Münchner Volkstheater en 1960 après quinze ans d'expérience et se fait connaître en jouant dans la série télévisée comique Der Komödienstadel.
À la fin des années 1960, il joue essentiellement dans des films érotiques et fait des apparitions dans des séries télévisées. Peu avant sa mort, il joue la grenouille dans Die Fledermaus mis en scène par Otto Schenk au Bayerische Staatsoper.

## Filmographie
- 1951 : Mariage dans le foin (Hochzeit im Heu) d'Arthur Maria Rabenalt
- 1951 : Possédée du diable (Der Weibsteufel) de Wolfgang Liebeneiner
- 1951 : Ève hérite du paradis (Eva erbt das Paradies) de Franz Antel
- 1952 : La Blanche Aventure (Das weiße Abenteuer) d'Arthur Maria Rabenalt
- 1952 : Der eingebildete Kranke
- 1952 : Der große Zapfenstreich
- 1952 : Haus des Lebens
- 1952 : Die Junggesellenfalle
- 1952 : Heimatglocken
- 1953 : Jonny rettet Nebrador
- 1953 : Die Nacht ohne Moral
- 1953 : Liebe und Trompetenblasen
- 1953 : Das Dorf unterm Himmel
- 1954 : Hochstaplerin der Liebe
- 1955 : Trois Hommes dans la neige (Drei Männer im Schnee) de Kurt Hoffmann
- 1955 : Unternehmen Schlafsack
- 1955 : Heimatland
- 1955 : Ja, ja, die Liebe in Tirol
- 1956 : Heiße Ernte
- 1956 : Die Trapp-Familie
- 1956 : Wo der Wildbach rauscht
- 1956 : Pulverschnee nach Übersee
- 1956 : Das Hirtenlied vom Kaisertal
- 1957 : Tolle Nacht
- 1957 : Fille interdite
- 1957 : Hoch droben auf dem Berg
- 1957 : Der kühne Schwimmer
- 1958 : Münchhausen in Afrika
- 1958 : Mikosch, der Stolz der Kompanie
- 1958 : Zauber der Montur (de)
- 1958 : Liebe, Mädchen und Soldaten (de)
- 1959 : Mikosch im Geheimdienst (de)
- 1959 : Kein Mann zum Heiraten (de)
- 1960 : Le Brave Soldat Chvéïk
- 1960 : Dorf ohne Moral
- 1961 : Les Révoltés du bagne  (Der Teufel spielte Balalaika) de Leopold Lahola (de)
- 1961 : La Loi de la guerre de Bruno Paolinelli : sergent allemand
- 1961 : Unsere tollen Tanten
- 1962 : Son meilleur ami (Sein bester Freund) de Luis Trenker
- 1962 : …und ewig knallen die Räuber
- 1962 : Wilde Wasser (de)
- 1963 : Übermut im Salzkammergut
- 1963 : Schwejks Flegeljahre (de)
- 1963 : Allotria in Zell am See
- 1963 : … denn die Musik und die Liebe in Tirol
- 1964 : Lausbubengeschichten
- 1964 : Liebesgrüße aus Tirol
- 1965 : Die fromme Helene
- 1965 : Ruf der Wälder
- 1965 : Le congrès s'amuse
- 1966 : 00Sex am Wolfgangsee
- 1966 : Das sündige Dorf
- 1967 : Mieux vaut faire l'amour
- 1967 : Le Grand Bonheur
- 1968 : Otto ist auf Frauen scharf
- 1969 : Les Petites chattes se mettent au vert
- 1969 : Dr. Fummel und seine Gespielinnen
- 1971 : Zwanzig Mädchen und die Pauker : Heute steht die Penne kopf
- 1971 : Die Lümmel von der ersten Bank : Morgen fällt die Schule aus
- 1971 : Außer Rand und Band am Wolfgangsee
- 1971 : Il y a toujours un fou
- 1972 : Frau Wirtins tolle Töchterlein
- 1973 : Liebesgrüße aus der Lederhose
- 1973 : Slips en vadrouille
- 1973 : Ein Käfer auf Extratour
- 1973 : Les Cavaleuses
- 1974 : Beim Jodeln juckt die Lederhose
- 1974 : Drei Männer im Schnee
- 1974 : Ach jodel mir noch einen (de)
- 1974 : Schwarzwaldfahrt aus Liebeskummer
- 1974 : Wetterleuchten über dem Zillertal
- 1975 : Drei Bayern in Bangkok
- 1975 : Le Désir et la corruption
- 1976 : Liebesgrüße aus der Lederhose, 3. Teil : Sexexpreß in Oberbayern
- 1977 : Das Lustschloß im Spessart
- 1977 : Die Jugendstreiche des Knaben Karl
- 1978 : Zwei Däninnen in Lederhosen
- 1979 : Zum Gasthof der spritzigen Mädchen
- 1980 : Trois Tyroliens à Saint-Tropez de Franz Marischka
- 1981 : Laß laufen, Kumpel
- 1982 : Die liebestollen Lederhosen d'Ernst W. Kalinke